# Stortjärnen (Ramsele socken, Ångermanland, 704920-151323)
Stortjärnen är en sjö i Sollefteå kommun i Ångermanland och ingår i Ångermanälvens huvudavrinningsområde.